# Santiuste de Pedraza
Santiuste de Pedraza er en kommune i det centrale Spanien i provinsen Segovia. Den har et indbyggertal på 85 (2024) indbyggere.